# James Cleveland
James Edward Cleveland (ur. 5 grudnia 1931 w Chicago, zm. 9 lutego 1991 w Culver City) – afroamerykański duchowny Kościoła Baptystów oraz wokalista gospel, aranżer i kompozytor. Nosił miano „Króla muzyki gospel” (King of Gospel).

## Wyróżnienia
Ma swoją gwiazdę w hollywoodzkiej Alei Gwiazd.